# Leas Lift

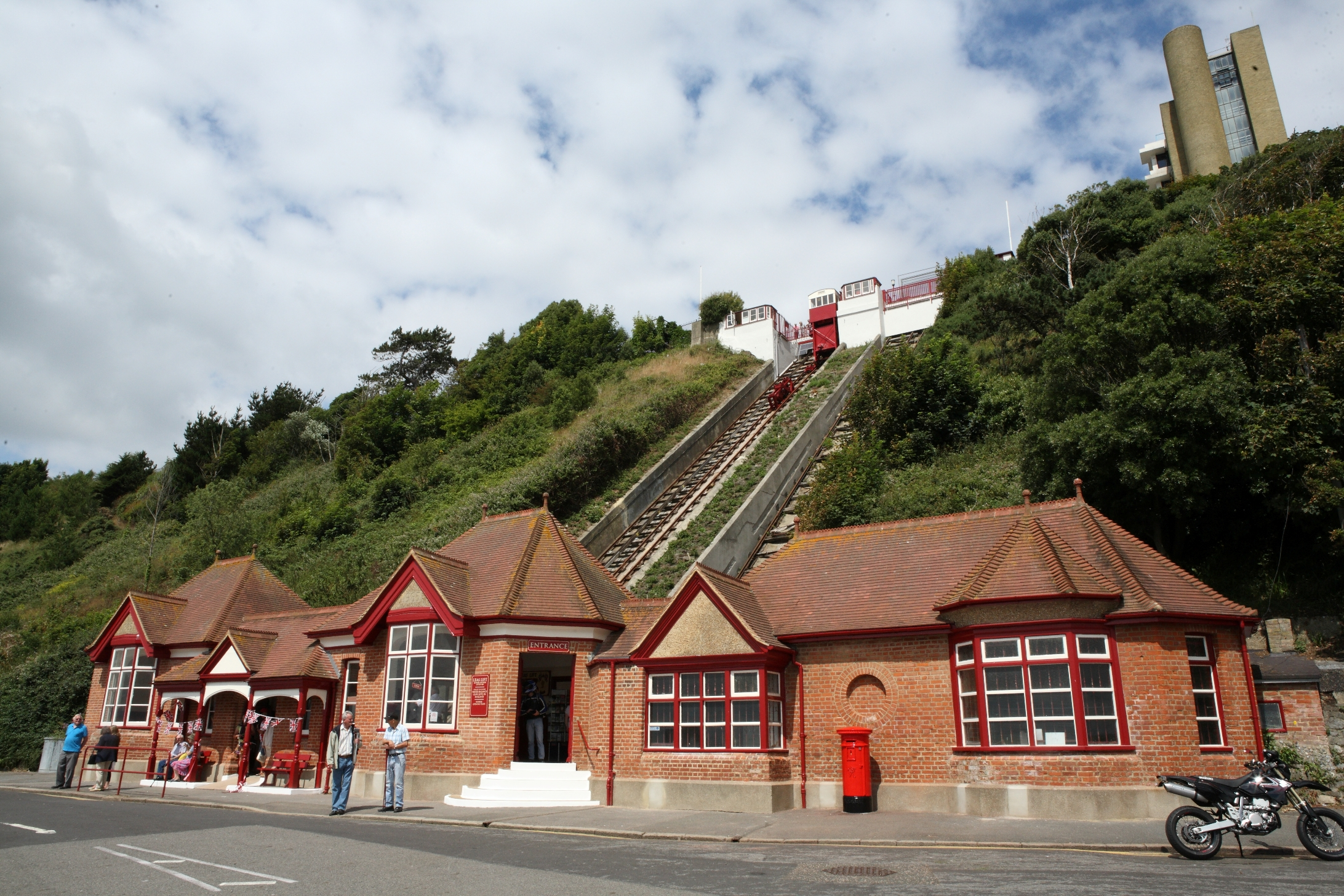
Dalstationen på Lower Sandgare Road, 2011

Leas Lift är en kulturminnesskyddad, vattenbarlastad bergbana i Folkestone i Storbritannien. Den går mellan havsstranden nära hamnen i Folkestone och Leas Promenade på den höga platå, som huvuddelen av staden ligger på.
Leas Lift byggdes 1885 för Folkestone Lift Company av Waygood and Co. i Southwark och är baserad på att de två sammankopplade vagnarna rör sig upp och ner med hjälp av barlastat vatten. Detta vatten kom från floden och släpptes ursprungligen ut i havet från vagnen, när denna nått dalstationen. Leas Lift var den tredje bergbanan med vattenbarlast som byggdes i Storbritannien. Dalstationsbyggnaden ritades i så kallad "Domestic Revival-stil" av Folkestone-arkitekten Reginald Pope. Pumphuset uppfördes 1890 i likartad stil, samtidigt med en andra bergbana bredvid den första.
Vardera bergbanan hade två vagnar på triangulärt formade ramar på två gjutjärnsräler, sammankopplade med en stålvajer som går runt ett draghjul på bergstationen. Vatten fylls på i den övre vagnens ballasttankar. Med vatten väger den övre vagnen ungefär fem ton. När passagerare embarkerat den nedre vagnen, kontaktade konduktören bromsoperatören, som också svarade för embarkering av den övre vagnen. Vagnen kommer i rörelse, när bromsen frigjorts och ballastvattnet trimmats. När vagnarna nått dal- respektive bergsstationerna, tömdes ursprungligen barlastvattnet genom en dräneringskanal till havet. Från 1890 återcirkulerades vattnet.
Leas Lift, med väntrum, pumprum, spår, vagnar, bromshus och maskineri, blev kulturminnesmärke i april 1989. 

## Stängning
Den andra bergbanan nedmonterades 1985.
Den första bergbanan stängdes i januari 2017 efter krav på att banan måste förses med ett reservbromssystem. De två vagnarna låstes fast vid banans mittpunkt. Den 2018 grundade ideella organisationen Folkestone Leas Lift Community Interest Company arbetar för att finansiera en restaurering och att återöppna banan.